# All About You
All About You è un brano della cantante statunitense Hilary Duff, pubblicato il 12 agosto 2014 ed estratto come secondo singolo dal suo quinto album. È stato scritto da Hilary Duff, Kristian Lundin, Savan Kotecha e Carl Falk.

## Videoclip
Il 19 luglio è stato pubblicato sul canale Vevo della cantante il lyric video della canzone.
Il video ufficiale, diretto da Declan Whitebloom, è stato girato il 4 settembre a Downtown. È stato pubblicato sul canale Vevo della cantante il 24 settembre.

## Accoglienza
Il singolo ha ricevuto un'approvazione generale dai critici. Nolan Feeney del Time ha scritto che in All About You risuona «lo stesso folk pop vibrante» presente nel singolo precedente, Chasing the Sun, ma con un «notevole miglioramento», grazie all'«esuberante energia che possiede, indispensabile per tornare sulle scene nel migliore dei modi».
Jason Lipshutz di Billboard ha elogiato la canzone, scrivendo che «All About You è una cortesia frutto di un tour de force del pop, formato da Savan Kotecha, Carl Falk e Kristian Lundin. Le sfumature folk, i battiti di mani, i cori multi-vocali e le melodie follemente gradevoli fanno di questo brano il ritorno vincente che i fan della Duff desideravano di ascoltare da quando la cantante ha annunciato di ritornare alla musica.»
Music Times ha elogiato la voce della Duff, affermando: «Mentre gli strumenti procedono per la loro strada, la voce della Duff vaga nel suo territorio, giocando con la musica e creando una combinazione irresistibile". La testata conclude la recensione, scrivendo "Annotate questa canzone come la vera vittoria dell'estate per Hilary Duff».

## Classifiche
| Classifica (2014) | Posizione massima |
| ----------------- | ----------------- |
| Australia         | 20                |
| Canada            | 91                |
| Repubblica Ceca   | 60                |
| Slovacchia        | 69                |
| Stati Uniti       | 119               |
| Stati Uniti (pop) | 38                |